# Eugenio Dal Corso
Eugenio Dal Corso, P.S.D.P. (Grezzana, 16 de maio de 1939 – Negrar, 20 de outubro de 2024) foi um cardeal da Igreja Católica italiano com atuação em Angola, bispo emérito da Benguela.

## Vida
Dal Corso frequentou o ensino fundamental em Corso e aos 10 anos foi acolhido, como aspirante ao sacerdócio e já com a ideia da missão, em uma casa da congregação fundada pelo presbítero veronês Giovanni Calabria (Pobres Servos da Divina Providência). Depois de terminar o ensino médio, ele entrou no noviciado da congregação e fez seus primeiros votos em 8 de setembro de 1959.
Depois da profissão religiosa, foi enviado a Grottaferrata, perto de Roma, em um estudantado da Opera Don Calabria, para estudar Teologia Dogmática na Pontifícia Universidade Lateranense. Ordenado padre em 7 de julho de 1963 na Casa di Nazareth a Verona, iniciou o serviço pastoral em Roma na paróquia - então confiada à sua congregação - de Santa Maria Madre della Misericordia, no povoado de Gordiani, entre as favelas da periferia oriental da cidade.
Três anos depois foi transferido para a residência estudantil dos Pobres Servos da Divina Providência em Verona para concluir sua tese sobre "Don Giovanni Calabria e i fratelli separati" ("Dom Giovanni Calabria e os irmãos separados"). Depois de obter o doutorado em Latrão, permaneceu mais quatro anos na cidade de Verona como professor na casa de formação e como pároco assistente em Santa Maria della Pace (Madonna di Campagna), também neste caso nos subúrbios.
Depois, em dezembro de 1970, foi enviado a Nápoles como pároco de San Giacomo degli Italiani em Poggioreale, perto da prisão. Nesse delicado contexto social desempenhou o serviço pastoral durante quase cinco anos.
Em janeiro de 1975 seus superiores, aceitando seu pedido, enviaram-no um missionário à Argentina: a primeira missão foi em uma área de fronteira, na cidade de Gregorio de Laferrere, a trinta quilômetros da capital Buenos Aires, onde fundou a paróquia com o nome Nuestra Señora de la Paz, que abrange um território com cerca de vinte mil habitantes.
Em 1986, após onze anos de ministério na Argentina, pediu para partir para Angola, onde os Pobres Servos da Divina Providência concordaram em dirigir o seminário da diocese de Uíje, no norte do país, na fronteira com a República Democrática do Congo. Em 1991 foi nomeado Superior Provincial da sua Ordem em Angola.
O Papa João Paulo II o nomeou bispo coadjutor de Saurimo em 15 de dezembro de 1995. A consagração ocorreu em 3 de março, na área externa do Hospital da Obra da Divina Providência de Luanda, pelas mãos do arcebispo Félix del Blanco Prieto, núncio apostólico em Angola e pró-núncio de São Tomé e Príncipe, coadjuvado por Andrea Veggio, bispo auxiliar de Verona e Pedro Marcos Ribeiro da Costa, bispo de Saurimo.
Após a resignação de Pedro Marcos Ribeiro da Costas, ele o sucedeu em 15 de janeiro de 1997 no ofício de bispo de Saurimo. Depois, no dia 18 de fevereiro de 2008, o Papa Bento XVI o transferiu para a diocese de Benguela, no centro-sul do país. Dez anos depois, em 26 de março de 2018, ele renunciou ao cuidado pastoral devido à restrição de idade. Forte na sua vocação missionária e ainda gozando de boa saúde, optou, no entanto, por não se retirar, mas continuar a trabalhar na linha da frente da diocese de Menongue, uma das mais necessitadas de Angola. Em 22 de julho de 2018 o administrador apostólico, Pio Hipunyati, nomeou-o capelão do centro pastoral de Santa Josefina Bakhita de Caiundo, uma pequena comunidade da província de Cuando-Cubango, no sul do país, a 130 quilômetros da capital. Anunciou que regressará imediatamente ao Caiundo para continuar a servir os mais pobres.
Em 1 de setembro de 2019, o Papa Francisco anunciou que o criaria cardeal no Consistório de 5 de outubro, em que recebeu o barrete purpurado, o anel cardinalício e o título de cardeal-presbítero de Santa Anastácia. Tomou posse de sua igreja titular em 17 de novembro do mesmo ano. Por causa do limite de idade, ele não é elegível para votar em um conclave. Foi o primeiro cardeal criado em sua congregação religiosa.
Del Corso morreu no dia 20 de outubro de 2024, aos 85 anos.